# Eressa javanica
Eressa javanica är en fjärilsart som beskrevs av Obraztsov 1954. Eressa javanica ingår i släktet Eressa och familjen björnspinnare. Inga underarter finns listade i Catalogue of Life.